# Aubrey Dollar
Aubrey Dollar (Raleigh, 23 settembre 1980) è un'attrice statunitense, in attività dagli anni novanta sia in campo televisivo che cinematografico.
Tra i suoi ruoli più noti, figurano quello di Marina Cooper nella soap opera Sentieri (2001-2004) e quello di Cindy Thomas nella serie televisiva Women's Murder Club (2007-2008).
Dal 13 giugno 2015 è sposata con l'attore americano Lucas Kavner.

## Filmografia

### Cinema
- Grano rosso sangue II - Sacrificio finale (Children of the Corn II: The Final Sacrifice), regia di David Price (1992)
- Pesi massimi (Heavy Weights), regia di Steven Brill (1995)
- Other Voices, Other Rooms, regia di David Rocksavage(1995)
- The Perfect You, regia di Matthew Miller (2002)
- Prime, regia di Ben Younger (2005)
- Backseat, regia di Bruce Van Dusen (2005)
- A casa con i suoi (Failure to Launch), regia di Tom Dey (2006)
- Save the Last Dance 2, regia di David Petrarca (2006)
- The Best Man for the Job, regia di Joshua Zeman (2011)
- See Girl Run, regia di Nate Meyer (2012)
- Amore per finta (One Small Hitch), regia di John Burgess (2013)

### Televisione
- Amanti ad ogni costo (Murderous Intent), regia di Gregory Goodell - film TV (1995)
- American Gothic - serie TV, episodio 1x08 (1995)
- Kiss & Tell, regia di Andy Wolk - film TV (1996)
- Dawson's Creek - serie TV, 5 episodi (1999-2000)
- Oscuri segreti (Amy & Isabelle), regia di Lloyd Kramer - film TV (2001)
- Going to California, serie TV - episodi 1x06 (2001)
- The Education of Max Bickford, serie TV - episodi 1x12 (2002)
- Sentieri (The Guiding Light) - soap opera 7 episodi (2001-2004) - Marina Cooper
- La valanga della paura (Trapped: Buried Alive), regia di Doug Campbell - film TV (2002)
- Point Pleasant - serie TV, 13 episodi (2005-2006)
- Hard Luck - Uno strano scherzo del destino (Hard Luck), regia di Mario Van Peebles (2006)
- Women's Murder Club - serie TV, 13 episodi (2007-2008)
- Cupid - serie TV, episodio 1x05 (2009)
- Ugly Betty - serie TV, episodio 4x14 (2010)
- Person of Interest, - serie TV, episodio 1x08 (2011)
- The Good Wife - serie TV, episodio 2x21 (2011)
- Blue Bloods - serie TV, episodio 2x13 (2012)
- Weeds - serie TV, 8x09-8x10 episodi (2012)
- Happy Valley, regia di Adam Shankman - film TV (2012)
- 666 Park Avenue, serie TV - episodi 1x03-1x04 (2012)
- Battle Creek – serie TV, 13 episodi (2015)
- Main Justice, regia di David Semel - film TV (2019)
- Filthy Rich - Ricchi e colpevoli (Filthy Rich) - serie TV, 10 episodi (2020)

## Riconoscimenti
- Candidatura ai Soap Opera Digest Awards 2003 come attrice emergente per il ruolo di Marina Cooper in Sentieri[4]

## Doppiatrici italiane
Nelle versioni in italiano delle opere in cui ha recitato, Audrey Dollar è stata doppiata da:
- Jenny De Cesarei in Sentieri, Save the Last Dance 2
- Jessica Bologna in Amore per finta